# Anfós blanc
L'anfós blanc (Epinephelus aeneus) és una espècie de peix de la família dels serrànids i de l'ordre dels perciformes.

## Morfologia
- Els mascles poden assolir els 120 cm de longitud total, tot i que la longitud estàndard és, habitualment, al voltant dels 50 cm.[1]
- La forma del cos, allargat i moderadament comprimit, és més semblant a la de l'anfós llis que a la de l'anfós ver, però té la mandíbula molt menys prominent que la d'aquell primer.
- Tot el cos, i també el cap, està cobert de petites escates ovoidals embotides dins la pell.
- El preopercle té el marge posterior denticulat i l'inferior llis.
- L'aleta dorsal té 11 radis espinosos i 15-16 radis tous.
- L'aleta anal té 3 espines i 8-9 radis tous.
- Color general gris verdós.
- Sobre el cos hi ha algunes bandes dobles obliqües, més o menys marcades, i sobre el cap unes tres bandes obliqües de color blanc blavós.[2]

## Hàbitat
Viu sobre fons fangosos i sorrencs.

## Distribució geogràfica
Es troba a l'Atlàntic des de Portugal fins al sud d'Angola i entra al Mediterrani meridional amb el corrent d'aigua atlàntica.